# ستيفن تونغ
ستيفن تونغ (بالإندونيسية: Stephen Tong)‏ هو عالم عقيدة إندونيسي، ولد في 22 مارس 1940 في Gulangyu Subdistrict ‏ في الصين.

## وصلات خارجية
- الموقع الرسمي
- ستيفن تونغ على موقع ميوزك برينز (الإنجليزية)